# Benny Shanon
Benny Shanon (hébreu : בני שנון), né à Tel Aviv (Israël) en 1948, est professeur-émérite de psychologie cognitive et ancien directeur du département de psychologie de l'université hébraïque de Jérusalem. 
Ses recherches portent principalement sur la phénoménologie de la conscience humaine et notamment sur les états induits par la consommation d'ayahuasca.

## Biographie
Benny Shanon étudie la philosophie et la linguistique à l'université de Tel Aviv. Il obtient un doctorat en psychologie expérimentale de l'université Stanford. 
Au hasard d'une randonnée en Équateur, il découvre l'existence de l'ayahuasca, breuvage psychoactif consommé en Amazonie. 

## Travaux
En 2002, les Presses universitaires d'Oxford publient son livre Antipodes of the Mind: Charting the Phenomenology of the Ayahuasca Experience qui traite de l'étude phénoménologique de l'expérience d'utilisation de l'ayahuasca, traduit en français en 2015 et publié par InterÉditions sous le titre L'Expérience de l'invisible - Psychologie de l'Ayahuasca.
En 2008, il publie une théorie controversée selon laquelle Moïse aurait été sous l'emprise de substances psychotropes appelées enthéogènes, notamment lors de l'épisode du buisson ardent et la présentation des Dix Commandements,. Il fait valoir que les rituels religieux des Israélites comprenaient l'utilisation du harmal et d'espèces d'acacia, deux plantes psychoactives trouvées dans le désert du Sinaï et du Néguev.